# Echthrodesis lamorali
Echthrodesis lamorali (лат.) — вид бескрылых наездников из семейства Platygastridae (Scelioninae, или Scelionidae, по другим классификациям), единственный в составе рода Echthrodesis Masner, 1968. Эндопаразитоиды яиц пауков морских побережий Южной Африки.

## Распространение
Южная Африка (Западно-Капская провинция, ЮАР, Kommetjie, Капский полуостров).

## Описание
Мелкие перепончатокрылые насекомые, у которых отсутствуют крылья. Длина компактного тела от 1,1 до 1,5 мм. Мандибулы с 3 зубцами. Усики самок 11-члениковые (у самцов состоят из 12 сегментов). Нижнечелюстные щупики 4-члениковые, нижнегубные — состоят из 2 сегментов. Основная окраска буровато-чёрная (у самцов ноги и усики светлее, желтовато-коричневые). Глаза крупные, расположены по бокам головы.
Эндопаразитоиды яиц прибрежных морских пауков Desis formidabilis (Desidae) и Amaurobioides africanus (Anyphaenidae). Способны выживать подтопление прибрежных камней, среди которых они обитают. Самцы развиваются быстрее самок и, выходя из яиц пауков, конкурируют друг с другом в борьбе за полового партнёра.
Таксон Echthrodesis является сестринским к трём родам сцелионид: Neobaeus (Новая Зеландия; их хозяева неизвестны); Mirobaeoides (Австралия; паразитоиды яиц пауков) и Embidobia (почти космополитный род; паразитоиды яиц эмбий).
Вид E. lamorali был назван в честь Бруно Ламораля (Bruno Lamoral, Natal Museum, Питермарицбург, ЮАР), исследовавшего пауков на морских побережьях Южной Африки и нашедшего типовую серию наездников.